# Haltérophilie aux Jeux méditerranéens de 2018
Navigation
Édition 2013
Les compétitions d'haltérophilie des Jeux méditerranéens de 2018 ont lieu du 23 au 27 juin 2018 à Tarragone.
Il n'y a pas de médailles pour le total olympique.

## Médaillés

### Hommes
| 62 kg       |                                 |                                  |                                   |
| Arraché     | Ahmed Saad (EGY) 127 kg         | Erol Bilgin (TUR) 126 kg         | Josué Brachi (ESP) 121 kg         |
| Épaulé-jeté | Ahmed Saad (EGY) 157 kg         | Erol Bilgin (TUR) 156 kg         | Michael Di Giusto (ITA) 143 kg    |
| 69 kg       |                                 |                                  |                                   |
| Arraché     | Daniyar İsmayilov (TUR) 152 kg  | Mirko Zanni (ITA) 145 kg         | Karem Ben Hnia (TUN) 144 kg       |
| Épaulé-jeté | Daniyar İsmayilov (TUR) 179 kg  | Moustafa Ibrahim (EGY) 178 kg    | Karem Ben Hnia (TUN) 177 kg       |
| 77 kg       |                                 |                                  |                                   |
| Arraché     | Mohamed Mahmoud (EGY) 162 kg    | Andrés Mata (ESP) 152 kg         | Celil Erdoğdu (TUR) 146 kg        |
| Épaulé-jeté | Mohamed Mahmoud (EGY) 190 kg    | Andrés Mata (ESP) 189 kg         | Celil Erdoğdu (TUR) 188 kg        |
| 85 kg       |                                 |                                  |                                   |
| Arraché     | Cristiano Ficco (ITA) 153 kg    | Dimitrios Aslanidis (GRE) 152 kg | Ramzi Bahloul (TUR) 151 kg        |
| Épaulé-jeté | Amar Musić (CRO) 185 kg         | Ramzi Bahloul (TUR) 184 kg       | Dimitrios Aslanidis (GRE) 183 kg  |
| 94 kg       |                                 |                                  |                                   |
| Arraché     | Ragab Abdalla (EGY) 165 kg      | Theodoros Iakovdis (GRE) 161 kg  | Saddam Messaoui (ALG) 155 kg      |
| Épaulé-jeté | Theodoros Iakovdis (GRE) 195 kg | Ali Alhazzaa (SYR) 190 kg        | Manuel Sanchez Lopez (ESP) 185 kg |
| 105 kg      |                                 |                                  |                                   |
| Arraché     | Gaber Mohamed (EGY) 162 kg      | Aymen Bacha (TUN) 162 kg         | Resul Elvan (TUR) 160 kg          |
| Épaulé-jeté | Gaber Mohamed (EGY) 204 kg      | Resul Elvan (TUR) 203 kg         | Majd Hassan (SYR) 202 kg          |

### Femmes
| 48 kg       |                                 |                                    |                                    |
| Arraché     | Şaziye Erdoğan (TUR) 78 kg      | Anaïs Michel (FRA) 75 kg           | Alessandra Pagliaro (ITA) 72 kg    |
| Épaulé-jeté | Şaziye Erdoğan (TUR) 96 kg      | Anaïs Michel (FRA) 92 kg           | Heba Ahmed (EGY) 91 kg             |
| 53 kg       |                                 |                                    |                                    |
| Arraché     | Jennifer Lombardo (ITA) 85 kg   | Atenery Hernández (ESP) 80 kg      | Manon Lorentz (FRA) 79 kg          |
| Épaulé-jeté | Jennifer Lombardo (ITA) 108 kg  | Giorgia Russo (ITA) 102 kg         | Manon Lorentz (FRA) 99 kg          |
| 58 kg       |                                 |                                    |                                    |
| Arraché     | Konstantina Benteli (GRE) 91 kg | Nouha Landoulsi (TUN) 90 kg        | Aysegul Takin (TUR) 86 kg          |
| Épaulé-jeté | Aysegul Takin (TUR) 114 kg      | Konstantina Benteli (GRE) 107 kg   | Alba Sánchez (ESP) 105 kg          |
| 63 kg       |                                 |                                    |                                    |
| Arraché     | Ghofrane Belkhir (TUN) 96 kg    | Nuray Levent (TUR) 95 kg           | Irene Martínez (ESP) 94 kg         |
| Épaulé-jeté | Nuray Levent (TUR) 116 kg       | Mahassen Hala Fattouh (LIB) 115 kg | Ghofrane Belkhir (TUN) 113 kg      |
| 69 kg       |                                 |                                    |                                    |
| Arraché     | Sara Ahmed (EGY) 105 kg         | Giorgia Bordignon (ITA) 97 kg      | Milena Gianeli (ITA) 93 kg         |
| Épaulé-jeté | Sara Ahmed (EGY) 135 kg         | Giorgia Bordignon (ITA) 122 kg     | Ilia Hernandez Martin (ESP) 115 kg |
| 75 kg       |                                 |                                    |                                    |
| Arraché     | Lidia Valentín (ESP) 112 kg     | Gaëlle Nayo-Ketchanke (FRA) 99 kg  | Rabia Kaya (TUR) 98 kg             |
| Épaulé-jeté | Lidia Valentín (ESP) 137 kg     | Gaëlle Nayo-Ketchanke (FRA) 129 kg | Dina Barakat (EGY) 123 kg          |

## Tableau des médailles
Légende
 *  Pays organisateur
| Rang  | Nation  | Or | Argent | Bronze | Total |
| ----- | ------- | -- | ------ | ------ | ----- |
| 1     | Égypte  | 9  | 1      | 2      | 12    |
| 2     | Turquie | 6  | 4      | 5      | 15    |
| 3     | Italie  | 3  | 4      | 3      | 10    |
| 4     | Espagne | 2  | 3      | 5      | 10    |
| 5     | Grèce   | 2  | 3      | 1      | 6     |
| 6     | Tunisie | 1  | 3      | 4      | 8     |
| 7     | Croatie | 1  | 0      | 0      | 1     |
| 8     | France  | 0  | 4      | 2      | 6     |
| 9     | Syrie   | 0  | 1      | 1      | 2     |
| 10    | Liban   | 0  | 1      | 0      | 1     |
| 11    | Algérie | 0  | 0      | 1      | 1     |
| Total | Total   | 24 | 24     | 24     | 72    |